# Rainer Maria Jilg

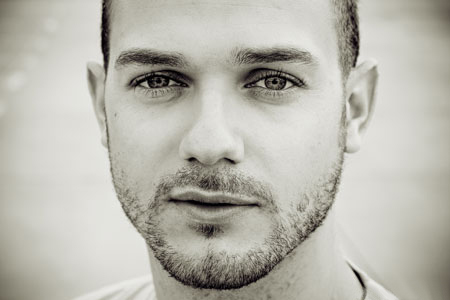
Rainer Maria Jilg (2008)

Rainer Maria Jilg (* 17. November 1978 in Augsburg) ist ein deutscher Fernsehmoderator. Er arbeitet für RTL, ZDFkultur, 3sat und das Bayerische Fernsehen. Davor war er acht Jahre beim SWR Fernsehen. Er war Moderator der Castingshow Rising Star.

## Leben
Jilg wuchs in Gersthofen bei Augsburg (Bayern) auf. Während und nach dem Besuch des musischen Gymnasiums bei St. Stephan war er Gaststudent am Leopold-Mozart-Konservatorium in Augsburg. Mit dem Saxophon spielte Jilg in diversen Bands und Orchestern, u. a. dem Heeresmusikkorps 10 in Ulm während seines Grundwehrdienstes. Er spielt Alt- und Baritonsaxophon, Klavier und hatte Gesangs- und Dirigatunterricht.
Währenddessen arbeitete Jilg auch als Reporter für das Lokalradio Hitradio RT1 in Augsburg.
Erste Moderationserfahrungen während seines Studiums in Offenburg und Perth (Australien) machte Jilg bei MTV und VIVA. Er ist Dipl.-Ing. (FH) für Medien. Bevor er im SWR die Moderation von Dasding.tv übernahm, arbeitete er bereits als Autor und Reporter für die Sendung sowie als Moderator und Produzent im Hörfunkprogramm von Dasding.
Er moderierte von Januar 2005 bis September 2008 gemeinsam mit Domenica Berger die wöchentliche Sendung Dasding.tv und führte diese von 2008 bis August 2010 alleine fort. Für die Sendung führte er mehr als 200 Interviews mit nationalen und internationalen Künstlern, u. a. mit Oasis, Akon, Lady Gaga, Katy Perry, Kiss, Kid Rock uva.
Als Reporter berichtete er von Events wie dem Fujirock Festival (Japan), Iceland Airwaves (Island), Benicassim (Spanien), Rock am Ring (2004–2010), Southside Festival (2004–2010). Für die Sendung 3sat Kulturzeit war er 2011 auf dem Eurosonic Noorderslag (Niederlande). Für ZDFkultur moderierte Jilg auf dem SXSW in Austin (2011/2012), dem Hurricane Festival (2012), dem Glastonbury Festival (2011), dem Splash! Festival (2011/2012/2013), dem Melt! Festival (2013), dem Wacken Open Air (2011/2012), dem Chiemsee Reggae Summer (2012), bei Omas Teich in Ostfriesland (2012) und auf dem ersten Rock’n’Heim (2013).
Seit 2006 berichtet Rainer Maria Jilg alljährlich für den SWR und 3sat vom Internationalen Filmfestival Mannheim-Heidelberg, dem Internationalen Trickfilmfestival Stuttgart und dem Fernsehfilmfestival Baden-Baden.
Im Sommer 2009 moderierte Jilg die mehr als 20-stündige Liveberichterstattung des SWR3 New Pop Festival auf dem ARD-Digitalkanal EinsPlus. 2010 war er für dieselbe Sendung als Reporter im Einsatz.
2012 zeigte ZDFkultur und 3sat die dreiteilige Dokumentation Die Nonne und Herr Jilg. Zusammen mit der katholischen Ordensschwester Jordana Schmidt fuhr Jilg in einem Auto von Istanbul bis nach Jerusalem. Die Reise führte sie von der Türkei über den Libanon nach Israel und Palästina. Neben der Fernsehreportage entstand auch das Buch Auf einen Tee in der Wüste von Schwester Jordana, das 2013 mehrere Wochen in der Spiegel-Bestsellerliste war.
Im Mai 2013 war Jilg zusammen mit ZDFkultur-Kollegin Nina Sonnenberg als Reporter auf der ersten Full Metal Cruise. Auf dem Kreuzfahrtschiff „Mein Schiff 1“ interviewte er u. a. die Bands Sepultura, Avantasia, Gamma Ray, Saxon, Eric Fish und Sabaton. Die 75-minütige Dokumentation wurde am 8. Juni 2013 in ZDFkultur erstausgestrahlt.
Im Juli 2013 zeigten ZDFkultur und 3sat die zweiteilige Dokumentation BLUganda – Ein Afrikatrip, in der Jilg begleitet wird, wie er zusammen mit Rapper Marteria, Rapper Maeckes von der Gruppe Die Orsons und anderen nach Uganda reist. Dort besuchten sie Dörfer, die durch die Charity-Organisation Viva con Agua Zugang zu sauberem Trinkwasser bekommen haben. Zudem wurde ein Konzert im Goethe-Zentrum Kampala mit ugandischen Musikern organisiert und ein gemeinsamer Song aufgenommen. Dieser wurde im Mai in Deutschland unter dem Namen „BLUE UGANDA“ veröffentlicht und erreichte in den Charts Platz 66.
Vorausgegangen war eine Fahrt von Jilg in einem Schlauchboot über das Publikum des Konzertes von Marteria auf dem Splash! Festival 2012. Er sammelte dabei Pfandbecher für Viva con Agua. 2013 wiederholten die beiden diese Aktion vor derselben Bühne.
Von März 2014 bis April 2016 moderierte Rainer Maria Jilg jeden Montag um 20:15 Uhr im Bayerischen Fernsehen Reportagen. Dort traf er Menschen zu einem aktuellen Thema, wie z. B. Krankenhauskeime, Syrien-Flüchtlinge oder Polizeigewalt.
Im August 2014 moderierte Jilg die internationale Show Rising Star, die immer Donnerstag und Samstag um 20:15 Uhr bei RTL ausgestrahlt wurde.
Seit 2016 moderiert er zusammen mit Caro Matzko auf ARD-alpha die Sendung Planet Wissen.
Zum 40. Jahrestag des Oktoberfestattentats produzierte und moderierte Jilg einen zehnteiligen Podcast für die Plattform FYEO von ProSiebenSat1. Er sprach dafür mit Ermittlern, Geheimagenten, Überlebenden, Journalisten, Experten und Zeitzeugen wie Karl-Heinz Hoffmann von der Wehrsportgruppe Hoffmann.

## Fernsehsendungen
- 2005–2010: Dasding.tv (SWR / BRalpha / Einsfestival)[27]
- 2009–2010: Heimspiel der Fantastischen Vier (SWR / EinsPlus)[28][29]
- 2009–2010: Die größten Hits aller Zeiten[30] (SWR / SWR1)
- 2009: Ich war dabei (SWR)[31]
- 2010: Nachtkultur (SWR)[32]
- 2010–2012: Oper Kompakt (SWR) zusammen mit Anja Höfer[33]
- 2011: Montage (ZDFkultur)[34]
- 2011–2012: Der Marker (ZDFkultur)
- 2011–2012: ZDF in concert – Open Air Spezial (ZDF)[35]
- 2011–2013: on tape (ZDFkultur / 3sat)
- 2011–2013: Delikatessen (ZDFkultur)
- seit 2011: Ratefuchs bei Sag die Wahrheit (SWR Fernsehen)[36]
- 2012: Delikatessen:Charts (ZDFkultur)[37]
- 2012: Die Nonne und Herr Jilg (ZDFkultur/3sat)[38]
- 2012: Berlin live (ZDFkultur)[39]
- 2012–2013: ZDFkultur Poetry Slam (ZDFkultur)
- 2013: Kick your own ass (ZDFkultur)[40]
- 2013: London live (ZDFkultur)[41]
- 2014: Rising Star (RTL)
- 2014 – April 2016: jetzt mal ehrlich (Bayerisches Fernsehen)[42]
- seit 2016: Planet Wissen (ARD-alpha / SWR / WDR)[43]
- seit 2018: Respekt (ARD-alpha)[44]
- 2021: Joker für Elton und Tobias Krell bei Wer weiß denn sowas? (Das Erste)

## Sonstiges
- Jilg gewann die große SWR3 Late Night Mikado Nacht. Er setzte sich gegen Konkurrenten wie Bodo Bach, Florian Weber oder Pierre M Krause durch. Moderiert wurde die Show (SWR Fernsehen / eins plus) von Katrin Bauerfeind.[45]
- Jilg fungierte in zahlreichen Kurzserien, die im Rahmen von DASDING.tv ausgestrahlt wurden, als Darsteller, u. a. als „Der Michi“ in „Das Wunder von Busenbach“ und „Rückkehr nach Busenbach“.[46]
- Ein zusammen mit SWR3-latenight-Moderator Pierre M. Krause entstandener Beitrag wurde von der RTL-Produktion „Die 25 lustigsten TV-Momente 2009“ auf Platz 3 gewählt.[47]
- Jilg ist auch einer der Juroren für den Dasding Jugendmedienpreis des SWR.[48]
- Als Teil der Tanzformation „Die Ding Dings“ erreichte Jilg 2009 den 6. Platz beim „1st annual Ugly Dance World Cup“, der Weltmeisterschaft im Hässlichtanzen.[49]
- 2010 war Jilg des Öfteren unter dem Pseudonym Der Schundler (in Anlehnung an Der Wendler) als Schlagersänger bei DASDING.tv zu sehen.[50] Es folgte die Veröffentlichung mehrerer Musikvideos und Liveauftritte u. a. im Rahmen von SWR3 latenight.[51] Nach seiner Zeit bei DASDING führt er das Spaßprojekt privat fort.[52]
- Ein Foto von Rainer Maria Jilg ist im Musikvideo zu „Why still bother“ von Itchy Poopzkid zu sehen.[53]

## Auszeichnungen
- 2004: Reiff Medienpreis für den Kurzfilm Gabriele 35, gedreht in Perth[54]
- 2012: Grimme-Preis – Nominierung für die Sendung „Der Marker“ in ZDFkultur, die u. a. Jilg moderiert[55]
- 2016: Förderpreis für junge Journalisten der bayerischen Volksbanken und Raiffeisenbanken für die Sendung „Jetzt mal ehrlich: Wie sicher sind unsere Daten?“, moderiert von Jilg, Autoren Julia Häglsperger und Robert Grantner[56]